# 小行星5371
小行星5371（英語：5371）是一颗围绕太阳公转的小行星。1987年11月15日，上田清二、金田宏在钏路市发现了此天体。
这颗小行星的绝对星等为76.00725109187609等。